# 액슬하이버그섬
액슬하이버그섬(Axel Heiberg Island)은 캐나다의 섬으로 누나부트 준주에 속해 있으며, 세계에서 31번째, 캐나다에서 7번째로 크다. 캐나다 연방통계청에 따르면, 43,178km2의 넓이를 가지고 있다고 한다. 북극 제도에 속해 있으며, 또한 스베르드루프 제도와 퀸엘리자베스 제도에도 속해있다.